# 村岡恒利

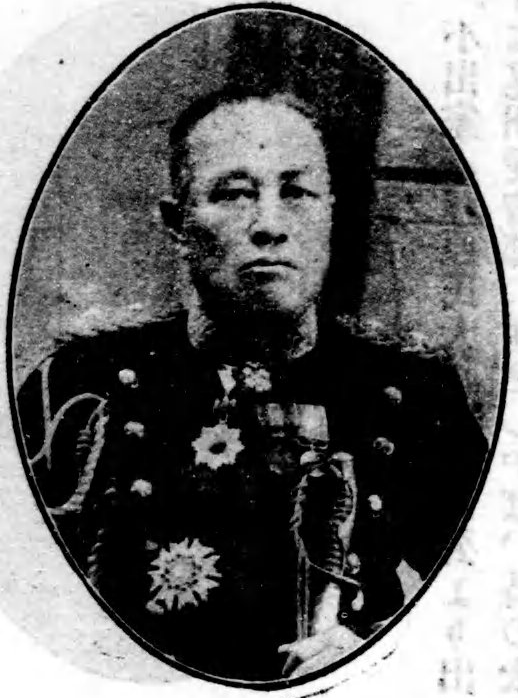
村岡 恒利

村岡 恒利（むらおか つねとし、1865年9月7日（慶応元年7月18日） - 1921年（大正10年）12月）は、日本陸軍の軍人。最終階級は陸軍中将。妻・ていは木子幸三郎の姉。

## 経歴
京都府出身。士族・村岡恒徳の四男。陸軍士官学校（旧7期）に入り、1885年（明治18年）6月、陸軍砲兵少尉任官。同期には宇都宮太郎・島川文八郎両大将や柴勝三郎中将らがいる。1887年（明治20年）に陸士を卒業。
1904年（明治37年）2月、東京湾要塞砲兵連隊長に就任し、同年11月、砲兵大佐に昇進。1907年（明治40年）10月、重砲兵第1連隊長に異動。1908年（明治41年）12月、陸軍技術審査部審査官に就任。1910年（明治43年）11月、陸軍少将に進み大阪砲兵工廠提理となる。1915年（大正4年）2月、陸軍中将に進級。
1919年（大正8年）11月、陸軍技術本部長に就任。1920年（大正9年）8月、待命となり、同年12月、予備役に編入された。

## 栄典
位階
- 1902年（明治35年）2月20日 - 正六位[2]
- 1915年（大正4年）3月10日 - 従四位[3]
- 1920年（大正9年）12月28日 - 従三位[4]

勲章
- 1915年（大正4年）
  - 11月7日 - 旭日重光章・大正三四年従軍記章[5]
  - 11月10日 - 大礼記念章[6]
- 1920年（大正9年）11月1日 - 勲一等旭日大綬章・大正三年乃至九年戦役従軍記章[7]